# Io (lune)
Pour les articles homonymes, voir Io.
Vous lisez un « article de qualité » labellisé en 2020.  Il fait partie d'un « thème de qualité ».
Io, ou Jupiter I, est un satellite naturel de Jupiter. C'est la troisième plus grande lune galiléenne et celle ayant l'orbite la plus proche de Jupiter, possédant un demi-grand axe de 421 800 km et une période de révolution d'environ 42 heures. C'est aussi la quatrième plus grande lune du Système solaire, la plus dense, celle qui a la plus forte gravité de surface et l'objet connu du Système solaire le plus pauvre en eau.
Avec plus de 400 volcans actifs, Io est l'objet le plus géologiquement actif du Système solaire. Cette activité géologique extrême est le résultat d'un réchauffement par effet de marée dû au frottement engendré à l'intérieur de la lune par ses interactions gravitationnelles avec Jupiter et les autres satellites galiléens — notamment Europe et Ganymède avec lesquelles elle est en résonance orbitale. Ces volcans produisent des panaches de soufre et de dioxyde de soufre qui s'élèvent à plusieurs centaines de kilomètres au-dessus de la surface, puis recouvrent les vastes plaines de la lune d'une couche givrée de matériaux. Les panaches, associés aux coulées de lave pouvant s'étendre sur plus de 500 km de longueur, produisent de grands changements de surface et la peignent dans diverses nuances de jaune, rouge, blanc, noir et vert. Les matériaux produits par ce volcanisme constituent, d'une part, l'atmosphère mince et inégale de Io, et produisent, d'autre part, un grand tore de plasma autour de Jupiter du fait de leur interaction avec la magnétosphère de la planète.
Cette surface est également parsemée de plus de 100 montagnes qui sont soulevées par des phénomènes tectoniques à la base de la croûte de silicate. Certains de ces sommets sont plus hauts que le mont Everest, bien que le rayon de Io soit 3,5 fois plus petit que celui de la Terre et environ égal à celui de la Lune. Contrairement à la plupart des lunes du Système solaire externe, qui sont notamment composées de glace d'eau, Io est composée de roche de silicate entourant un noyau de fer fondu ou de pyrite.
Aux XVIIe et XVIIIe siècles, Io joue un rôle important dans le développement de l'astronomie. Observée pour la première fois en janvier 1610 par Galilée avec les autres satellites galiléens, cette découverte favorise, par exemple, l'adoption du modèle copernicien du Système solaire. C'est l'astronome Simon Marius, affirmant avoir découvert l'astre avant Galilée, qui la nomme ainsi, d'après le personnage de la mythologie grecque Io, une prêtresse d'Héra et amante de Zeus. À la fin du XIXe siècle, il devient enfin possible de résoudre ses caractéristiques de surface, telles que ses régions polaires rouge foncé et celles équatoriales brillantes. En 1979, les sondes spatiales du programme Voyager révèlent son activité géologique et les caractéristiques de sa jeune surface sans cratères d'impact. Ensuite, Galileo effectue plusieurs survols rapprochés dans les années 1990 et au début des années 2000, obtenant des données sur sa structure interne, la composition de sa surface et son influence sur la magnétosphère de Jupiter. Depuis, d'autres observations sont faites par les sondes Cassini-Huygens, New Horizons et Juno, ainsi que depuis la Terre via des télescopes au sol ou le télescope spatial Hubble.

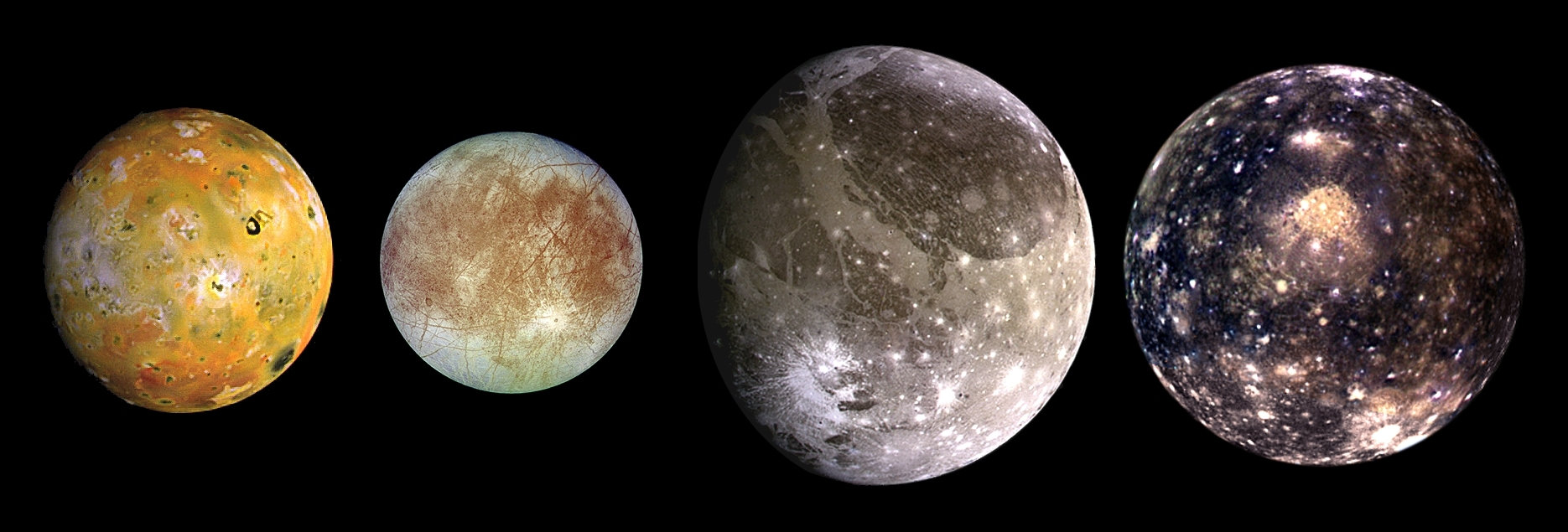
Comparaison à l'échelle des satellites galiléens, avec de gauche à droite : Io, Europe, Ganymède et Callisto.

## Orbite et rotation

Animation de la résonance de Laplace de Io, Europe et Ganymède.

Le demi-grand axe de l'orbite de Io autour de Jupiter est de 421 700 km par rapport au centre de la planète. Cette orbite se situe entre celles de Thébé et d'Europe ; Io est le 5e satellite le plus proche de Jupiter et la plus interne des lunes galiléennes. Sa période de révolution est de 42,5 h.
Io est en résonance orbitale 2:1 avec Europe et 4:1 avec Ganymède : quand Europe parcourt une orbite, Io en parcourt deux ; similairement, Io conclut quatre orbites pour une seule de Ganymède — comme il y a plusieurs objets en résonance, on parle également de résonance de Laplace,,. Cette résonance permet de maintenir l'excentricité orbitale de Io (0,0041) et produit ainsi la principale source de chaleur pour son activité volcanique,. Sans cette excentricité forcée, l'orbite de Io deviendrait plus circulaire, conduisant à une activité géologiquement très affaiblie,.
Comme les autres satellites galiléens — et similairement à la Lune vis-à-vis de la Terre — Io possède une rotation synchrone : sa période de révolution est la même que sa période de rotation, impliquant que la lune garde toujours la même face pointée vers Jupiter. Cette particularité permet de définir le système des longitudes sur Io : son premier méridien et son équateur se rencontrent au point subjovien. Aussi, le côté de Io faisant toujours face à Jupiter est connu comme l'hémisphère subjovien, tandis que le côté qui fait toujours face à l'extérieur est connu comme l'hémisphère antijovien. Le côté de Io faisant toujours face à la direction dans laquelle Io se déplace sur son orbite est appelé hémisphère avant, tandis que le côté qui fait toujours face à la direction opposée est appelé hémisphère arrière,.

Depuis la surface de Io, Jupiter sous-tendrait un arc approchant 18,5°, faisant apparaître Jupiter comme ayant environ 37 fois la taille apparente de la Lune dans le ciel terrestre,. Cela correspond à une surface apparente dans le ciel environ 1 370 fois plus importante. 

## Caractéristiques physiques

### Masse et diamètre

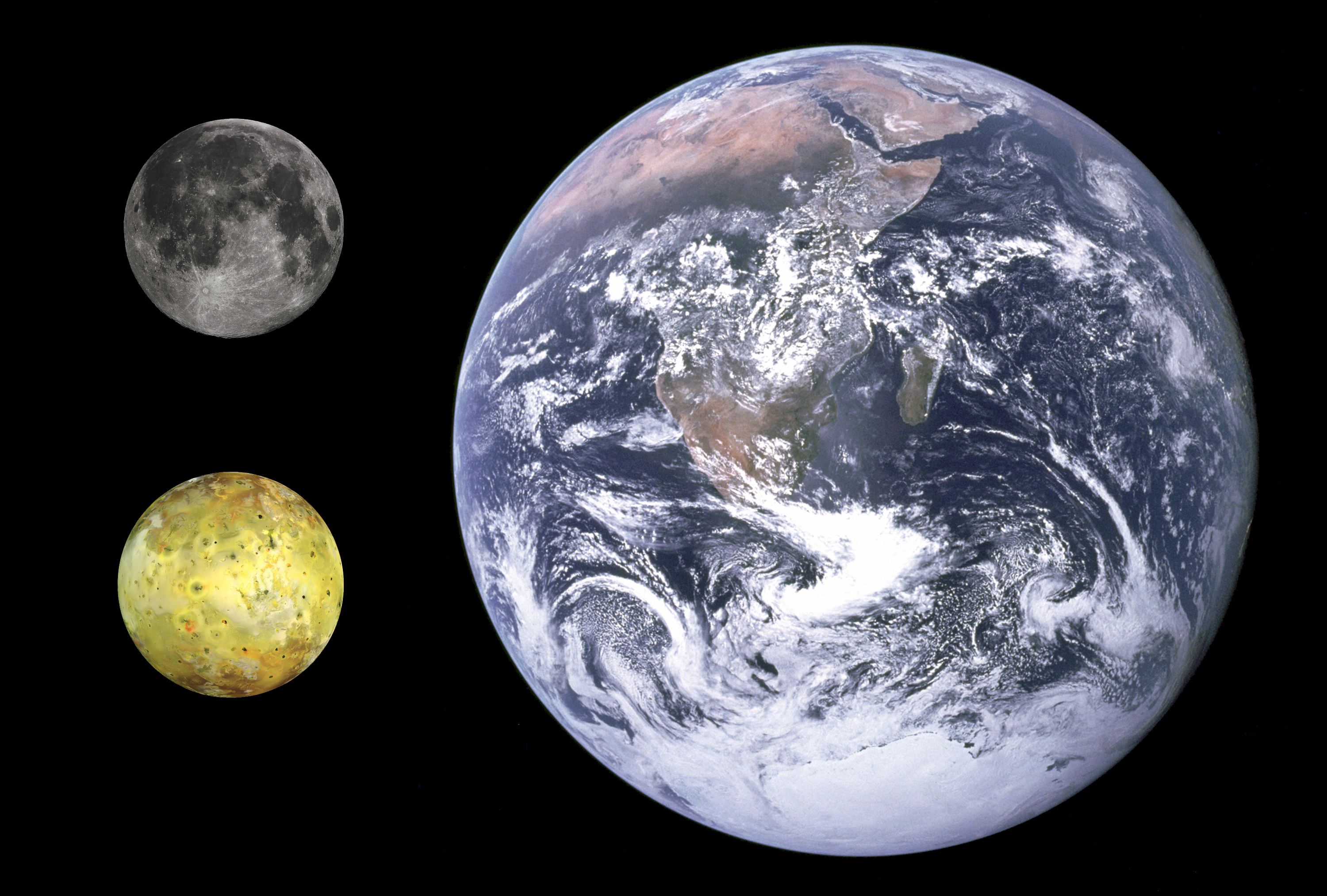
Comparaison de taille entre Io (en bas à gauche), la Lune (en haut à gauche) et la Terre.

Io est légèrement plus grande que la Lune : son rayon moyen est de 1 821,5 km — environ 5 % de plus que la Lune — et sa masse de 8,931 9 × 1022 kg — environ 21 % de plus que celle de la Lune,. Le satellite possède une forme d'ellipsoïde de révolution, son plus grand axe étant dirigé vers Jupiter, en conséquence de sa rotation sur lui-même.
Parmi les lunes galiléennes, Io est plus petite et moins massive que Ganymède et Callisto, mais plus grande et massive qu'Europe. Elle est par ailleurs la quatrième plus grande lune du Système solaire.

### Structure interne

Modèle légendé de la structure interne supposée de Io.

Composée principalement de silicates et de fer, Io est plus proche par sa composition des planètes telluriques que des autres satellites du Système solaire externe, qui sont quant à eux composés en majeure partie d'un mélange de glace et de silicates. Sa densité est de 3,527 5 g/cm3, faisant de Io le plus dense de tous les satellites naturels du Système solaire, celle-ci étant significativement plus élevée que celle des autres satellites galiléens (Ganymède et Callisto notamment, dont les densités sont d'environ 1,9 g/cm3) ou encore légèrement plus élevée que celle de la Lune (3,344 g/cm3),.
Les modèles de la masse, du rayon et des coefficients gravitationnels quadripolaires — valeurs numériques associées à la façon dont la masse est distribuée dans un objet — de Io, calculés à partir des mesures de Voyager et de Galileo, suggèrent que son intérieur est différencié entre un noyau de fer ou de pyrite et un manteau puis une croûte riches en silicates,. Le noyau métallique représente approximativement 20 % de la masse de Io, avec un rayon qui mesure entre 350 et 650 km s'il est presque entièrement composé de fer, ou entre 550 et 900 km s'il est composé d'un mélange de fer et de soufre. Le magnétomètre de Galileo ne parvient pas à détecter un champ magnétique intrinsèque à Io, ce qui indique l'absence de convection au sein du noyau pour générer un champ par effet dynamo.
La modélisation de la composition intérieure de Io suggère que le manteau est constitué d'au moins 75 % de forstérite, et a une composition en vrac analogue à celle de météorites chondritiques de type L et de type LL, avec une teneur plus élevée en fer par rapport au silicium que la Terre ou la Lune, mais plus basse que Mars,. Pour soutenir le flux de chaleur observé sur Io, 10 à 20 % du manteau de Io pourrait être fondu, bien que les régions où un volcanisme à haute température est observé puissent avoir des fractions de fusion plus élevées. De plus, la réanalyse des données du magnétomètre de Galileo en 2009 révèle la présence d'un champ magnétique induit sur Io, impliquant la présence d'un océan de magma à 50 km sous sa surface,,. Cette couche est estimée à 50 km d'épaisseur et représenterait environ 10 % du manteau de Io. Il est estimé que la température dans l'océan de magma atteint 1 500 K (1 227 °C). La lithosphère de Io, composée de basalte et de soufre déposés par le volcanisme, a une épaisseur comprise entre 12 et 40 km.

### Réchauffement par effet de marée

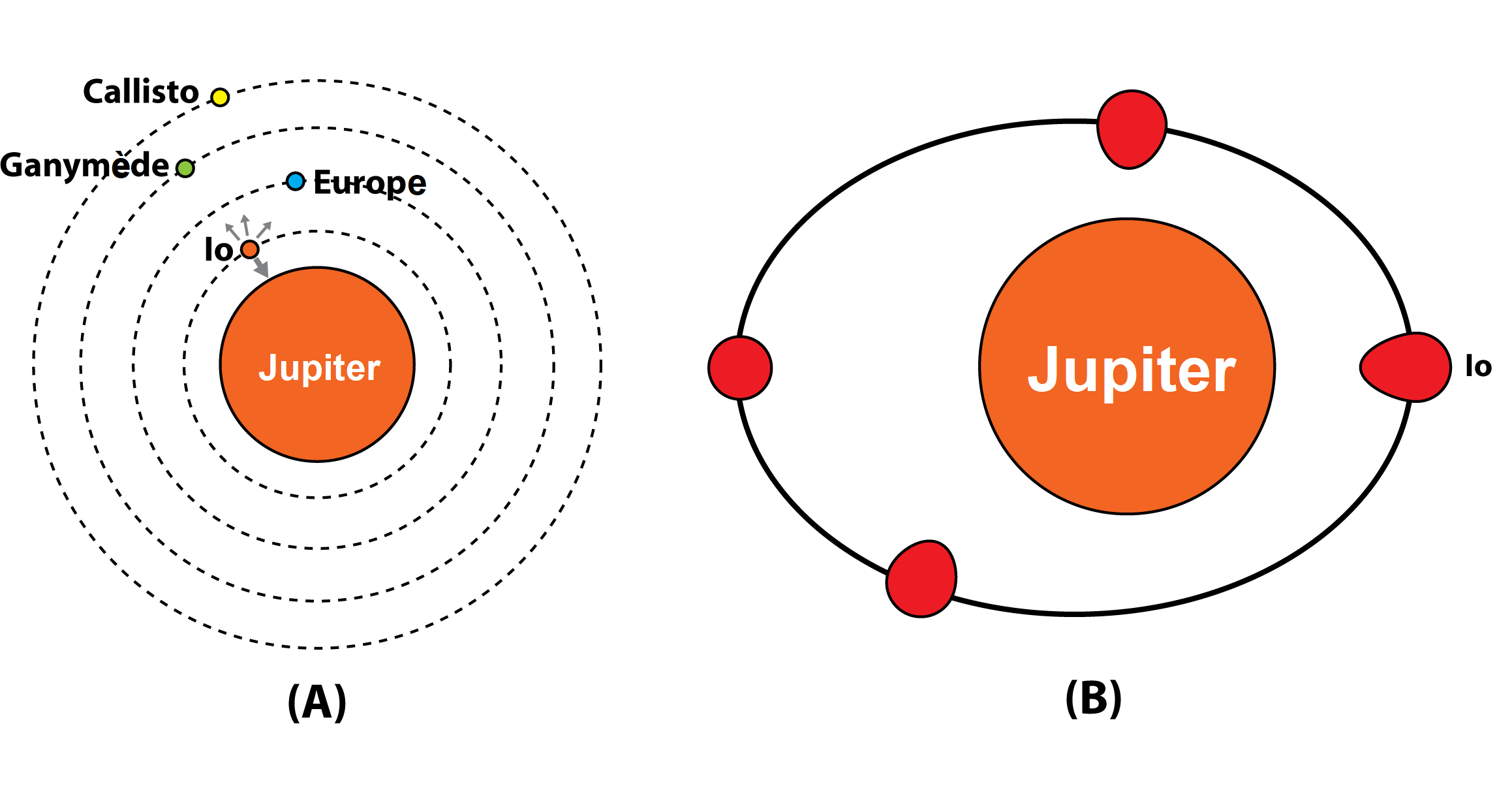
Schéma du réchauffement par effet de marée sur Io :
(A) La gravité des autres lunes galiléennes influence l'orbite de Io et maintient son excentricité ;
(B) Du fait de cette orbite excentrique, la forme de Io change au cours de son orbite.

Contrairement à la Terre et à la Lune, la principale source de chaleur interne de Io provient d'un réchauffement par effet de marée, plutôt que de la désintégration des isotopes radioactifs. Cet échauffement dépend de la résonance orbitale de Io avec Europe et Ganymède, de la distance de Io à Jupiter, de son excentricité orbitale, de la composition de son intérieur et de son état physique. Ainsi, sa résonance avec Europe et Ganymède maintient l'excentricité de Io et empêche les forces de marée de rendre son orbite circulaire. Elle aide également à maintenir la distance de Io à Jupiter, sans quoi la formation de marées sur la planète ferait lentement s'éloigner la lune, comme c'est le cas pour la Lune vis-à-vis de la Terre.
Les forces de marée subies par Io sont environ 20 000 fois plus fortes que celles que subit la Terre du fait de la Lune. Aussi, la différence verticale dans son renflement de marée entre le moment où Io est à l'apoapside et au périapside de son orbite pourrait mesurer jusqu'à 100 m,. Le frottement produit à l'intérieur de Io en raison de cette traction variable crée un réchauffement, faisant fondre une quantité importante du manteau et du noyau de Io. La quantité d'énergie produite est jusqu'à 200 fois supérieure à celle produite uniquement à partir de la désintégration radioactive. Cette chaleur est libérée sous forme d'activité volcanique, générant l'important flux thermique observé de 0,6 à 1,6 × 1014 W. Les modèles de son orbite suggèrent que la quantité de réchauffement de marée dans Io évoluerait avec le temps.
Bien qu'il y ait un consensus scientifique sur le fait que les nombreux volcans de la lune soient une conséquence de cet échauffement par effet de marée, ceux-ci ne se situent cependant pas aux positions prévues par ce modèle. En effet, ils sont décalés de 30 à 60 degrés vers l'est,. En 2015, une étude suggère que ce déplacement vers l'est pourrait être causé par l'océan de magma sous la surface qui générerait une chaleur supplémentaire par friction en raison de sa viscosité,.
D'autres satellites naturels du Système solaire subissent des réchauffements similaires. Cette capacité à générer de la chaleur dans un océan souterrain augmente les chances de vie sur des corps comme Europe ou encore Encelade, une lune de Saturne.

### Géographie

#### Surface

Mosaïque de la surface de Io d'après les données de Voyager et de Galileo.

Du fait des surfaces connues de la Lune, de Mars et de Mercure, les scientifiques s'attendaient à observer de nombreux cratères d'impact sur les premières images de Io par Voyager 1 en 1979, leur densité d'apparition sur la surface de la lune aurait alors fourni des indices sur son âge. Cependant, les images renvoyées par la sonde spatiale montrent une surface presque complètement dépourvue de cratères d'impact. Celle-ci est plutôt recouverte de plaines lisses parsemées de hautes montagnes, de fosses de différentes formes et tailles, ainsi que de coulées de lave. Voyager 1 observe par ailleurs au moins neuf volcans actifs lors de son survol. 

Animation d'une rotation de Io réalisée à partir des images de Galileo et Voyager. Le grand anneau rouge entoure le volcan Pélé.

Contrairement à la plupart des objets célestes observés, la surface de Io est recouverte d'une variété de matériaux colorés à partir de divers composés sulfureux, ce nuancier de couleur amenant parfois la lune à être comparée à une orange pourrie ou à une pizza,,. L'absence de cratères d'impact indique que la surface de Io est géologiquement jeune : comme pour la surface terrestre, les matériaux volcaniques enfouissent continuellement les cratères au fur et à mesure de leur apparition. En conséquence, l'âge de sa surface serait en moyenne inférieur à un million d'années.
L'apparence colorée de Io est le résultat de matériaux déposés par son volcanisme extensif, notamment des silicates tels que du pyroxène, du soufre et du dioxyde de soufre. Le gel de dioxyde de soufre est omniprésent sur la surface de Io, formant de grandes régions couvertes de matériaux blancs ou gris. Le soufre, quant à lui, forme des régions jaunes à jaune-vert. Déposé dans les régions des latitudes moyennes et polaires, le soufre est souvent endommagé par le rayonnement, brisant le cyclooctasoufre normalement stable. Cela a pour conséquence de produire la teinte rouge-brune des régions polaires de Io, déjà observée depuis la fin du XIXe siècle,.
Le volcanisme explosif de Io, prenant souvent la forme de panaches en forme de parapluie, peint la surface avec des matériaux sulfureux et silicatés. Les dépôts de panache sur Io sont souvent colorés en rouge ou en blanc selon la quantité de soufre et de dioxyde de soufre dans le panache. En règle générale, les panaches formés à partir de la lave dégazée contiennent une plus grande quantité de disoufre produisant un dépôt rouge voire, dans les cas extrêmes, un grand anneau rouge dépassant souvent 450 km depuis le volcan. Un exemple proéminent d'un tel dépôt de panache est le très large anneau rouge situé autour du volcan Pélé,. Ces dépôts rouges sont principalement constitués de soufre (généralement du soufre moléculaire à 3 et 4 chaînes), de dioxyde de soufre et peut-être de chlorure de sulfuryle.
En plus des volcans, on trouve à la surface de Io des montagnes non-volcaniques, de nombreux lacs de soufre fondu, des caldeiras profondes de plusieurs kilomètres et des étendues d'écoulements de fluides de basse viscosité de centaines de kilomètres de long, probablement composés d'une certaine forme de soufre fondu ou de silicates,.
La cartographie et la haute densité de Io suggèrent que Io contient peu voire pas d'eau, bien que de petites poches de glace d'eau ou de minéraux hydratés soient provisoirement identifiés, notamment sur le flanc nord-ouest du Gish Bar Mons. Par ailleurs, Io est le corps connu possédant le moins d'eau du Système solaire,. La température à la surface de la lune varie de 90 K (−183 °C) à 130 K (−143 °C) en fonction du moment de la journée, pour une température moyenne de 143 K (−130 °C).

#### Toponymie

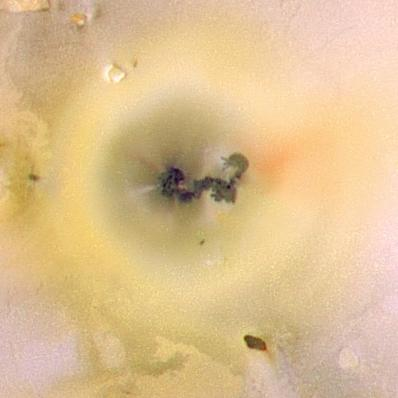
Le volcan Prométhée tire son nom du héros grec éponyme.

Les caractéristiques à la surface de Io obéissent à une nomenclature stricte de la part de l'Union astronomique internationale,. Ainsi, les centres éruptifs actifs, fluctus et paterae portent notamment le nom de divinités et héros du feu, de la foudre et du soleil dans diverses mythologies, parmi lesquelles Pélé (Hawaï), Prométhée et Héphaïstos (Grèce antique), Loki et Surt (Scandinavie), Marduk (Mésopotamie), Maui (Polynésie), Creidne et Culann (Irlande), Inti (Inca) ou Amaterasu (Japon). Les autres caractéristiques dont les mensae, montes, plana, regiones, tholi et valles portent le nom de lieux associés au mythe de Io ou des personnages et des lieux de la Divine Comédie de Dante Alighieri, du fait de la nature volcanique de la surface,.
Depuis que la surface a été vue pour la première fois de près par Voyager 1, l'UAI reconnaît 227 noms pour les caractéristiques de surface et les grands albédos de Io.

### Géologie

#### Volcanisme

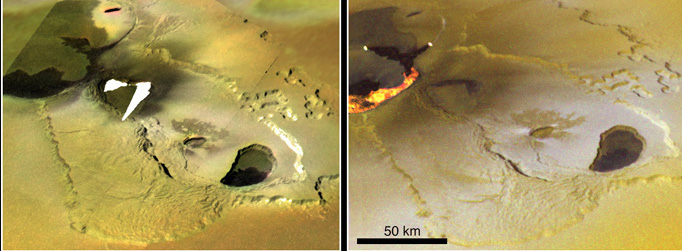
Coulées de lave actives dans la région volcanique de Tvashtar Paterae en novembre 1999 et février 2000, vues par Galileo.

Io est surtout remarquable pour son volcanisme actif, caractéristique qui autrement n'a été observée que sur la Terre, Triton et Encelade. Par ailleurs, il s'agit de l'objet céleste le plus actif du Système solaire, comptant plus de 400 centres volcaniques actifs et de vastes coulées de lave,,. Ce volcanisme est une conséquence du réchauffement par effet de marées produit par l'excentricité orbitale de Io,.

Lors d'une éruption majeure, des coulées de lave de plusieurs dizaines voire centaines de kilomètres de long peuvent être produites, constituées principalement de laves de silicate de basalte aux compositions mafiques ou ultramafiques — c'est-à-dire riches en magnésium. Cette hypothèse repose sur des mesures de température des points chauds de Io qui suggèrent des températures d'au moins 1 300 K (1 027 °C) et certaines aussi hautes que 1 600 K (1 327 °C).

Séquence d'images de New Horizons montrant le volcan Tvashtar projetant des éjectas 330 km au-dessus de la surface de Io (2007).

En tant que sous-produit de cette activité, le soufre, le dioxyde de soufre gazeux et la matière pyroclastique silicate (comme les cendres) sont soufflés jusqu'à 480 km dans l'espace — la matière étant éjectée de la surface à une vitesse d'environ 1 000 m/s —, produisant de grands panaches en forme de parapluie, peignant le terrain environnant en rouge (à partir du soufre à chaîne courte) et noirs (à partir des pyroclastiques de silicate), et fournissant de la matière pour l'atmosphère inégale de Io et la vaste magnétosphère de Jupiter,. Les matériaux supplémentaires qui pourraient être trouvés dans ces panaches volcaniques comprennent le sodium, le potassium et le chlore,. Les plus grands panaches de Io, tels que ceux émis par Pélé, sont créés lorsque du soufre dissous et du dioxyde de soufre gazeux sont libérés par le magma en éruption dans les cratères volcaniques ou les lacs de lave, entraînant souvent avec eux des matériaux pyroclastiques de silicate,. Un autre type de panache est produit lorsque des coulées de lave vaporisent le gel de dioxyde de soufre, relâchant du soufre. Ce type de panache forme souvent des dépôts circulaires blancs et brillants constitués de dioxyde de soufre, comme autour du volcan Masubi.
La surface de Io est parsemée de dépressions volcaniques appelées paterae qui ont généralement des sols plats délimités par des parois abruptes. Ces caractéristiques ressemblent à des caldeiras terrestres, mais il n'est pas certain que leur mécanisme de production soit par le biais d'effondrement au-dessus d'une chambre de lave vidée, comme c'est le cas sur Terre. Une hypothèse suggère que ces caractéristiques soient produites par l'exhumation de sills volcaniques, et que le matériau sus-jacent est soit éjecté, soit intégré au sill. Des exemples de paterae à divers stades d'exhumation sont cartographiés à l'aide d'images Galileo de la région de Chaac-Camaxtli. Contrairement à des caractéristiques similaires sur Terre et Mars, ces dépressions ne se trouvent généralement pas au sommet des volcans boucliers et sont normalement plus grandes, avec un diamètre moyen de 41 km, le plus grand étant Loki Patera avec un diamètre de 202 km,. Ce dernier est également le volcan le plus puissant de Io, contribuant en moyenne à 10 % de la production de chaleur globale de Io, alternant des périodes d'activités et d'inactivité d'environ 470 jours chacune.

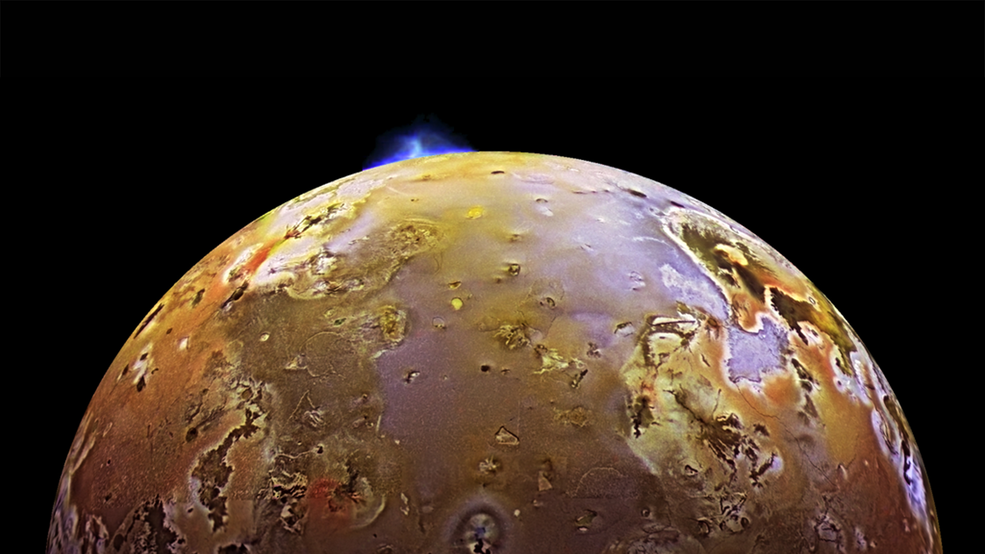
Éruption vue par Galileo (1997).

Quel que soit le mécanisme de formation, les morphologie et distributions de nombreuses paterae suggèrent que ces caractéristiques sont structurellement contrôlées, avec au moins la moitié délimitées par des failles ou des montagnes. Ces caractéristiques sont souvent le site d'éruptions volcaniques, soit des coulées de lave se répandant sur les planchers des paterae — comme lors d'une éruption dans Gish Bar Patera en 2001 —, soit sous la forme de lacs de lave,. Les lacs de lave sur Io ont soit une croûte de lave se retournant continuellement, comme le volcan Pélé, soit une croûte se retournant de manière épisodique, comme pour Loki,.
Les coulées de lave représentent un autre terrain volcanique majeur sur Io. Le magma érupte depuis les cratères des paterae ou à partir de fissures dans les plaines, produisant des coulées de lave similaires à celles observées sur le Kilauea à Hawaï. Les images de la sonde Galileo révèlent que bon nombre des principales coulées de lave de Io, comme celles de Prométhée et d'Amirani, sont produites par l'accumulation de petites poussées de coulées de lave au-dessus des coulées plus anciennes. De larges éruptions sont également observées sur Io. Par exemple, le bord d'attaque du flux de Prométhée s'est déplacé de 75 à 95 km entre Voyager 1 en 1979 et les premières observations de Galileo en 1996. Aussi, les éruptions volcaniques sont très changeantes : durant les quatre mois séparant l'arrivée des sondes Voyager 1 et 2, certaines d'entre elles se sont arrêtées et d'autres ont commencé.
Le soufre de l'atmosphère de Io est particulièrement riche en l'isotope 34S, ce qui s'explique par une perte sélective de 32S dans la haute atmosphère. La valeur de (34S/32S), 0,059 5 ± 0,003 8, implique que le volcanisme de Io est ancien (il a sans doute été toujours présent), et qu'il a été dans le passé jusqu'à cinq fois plus actif qu'aujourd'hui,.

#### Montagnes

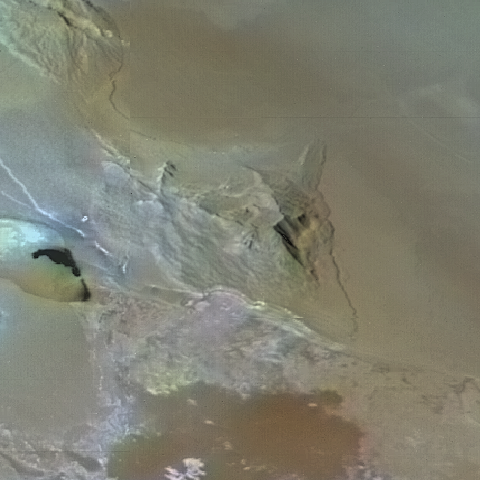
Chaîne des Boösaule Montes, point culminant de Io à environ 17,5 km.

Io possède de 100 à 150 montagnes. Ces structures font en moyenne 6 km de hauteur et atteignent un maximum de 17,5 ± 3 km au sud des Boösaule Montes — on peut également noter les 10,5 ± 1 km d'Euboea Montes,,,. Ces montagnes sont étendues — d'une longueur de 157 km en moyenne — et isolées, ne présentant pas de motifs tectoniques globaux apparents, contrairement à celles sur Terre. Pour soutenir leur grande taille, elles doivent être principalement composées de roche silicatée et non de soufre.
Même si le volcanisme étendu donne à Io son apparence distinctive, presque toutes ses montagnes sont des structures tectoniques et ne sont pas produites par les volcans. Au lieu de cela, la plupart des montagnes ioniennes se forment à la suite de contraintes de compression à la base de la lithosphère, qui soulèvent et inclinent des morceaux de la croûte de Io par chevauchement. Les contraintes de compression conduisant à la formation des montagnes sont le résultat de la subsidence due à l'enfouissement continu de matériaux volcaniques. La répartition des montagnes sur la lune semble être opposée à celle des structures volcaniques : les montagnes dominent les zones avec moins de volcans et inversement. Cela suggère l'existence de grandes régions dans la lithosphère où la compression — support de la formation de la montagne — et l'extension — support de la formation de la patera — dominent respectivement. Localement, cependant, les montagnes et les paterae sont souvent contiguës, suggérant que le magma remplit les failles formées lors de la formation des montagnes pour atteindre la surface.

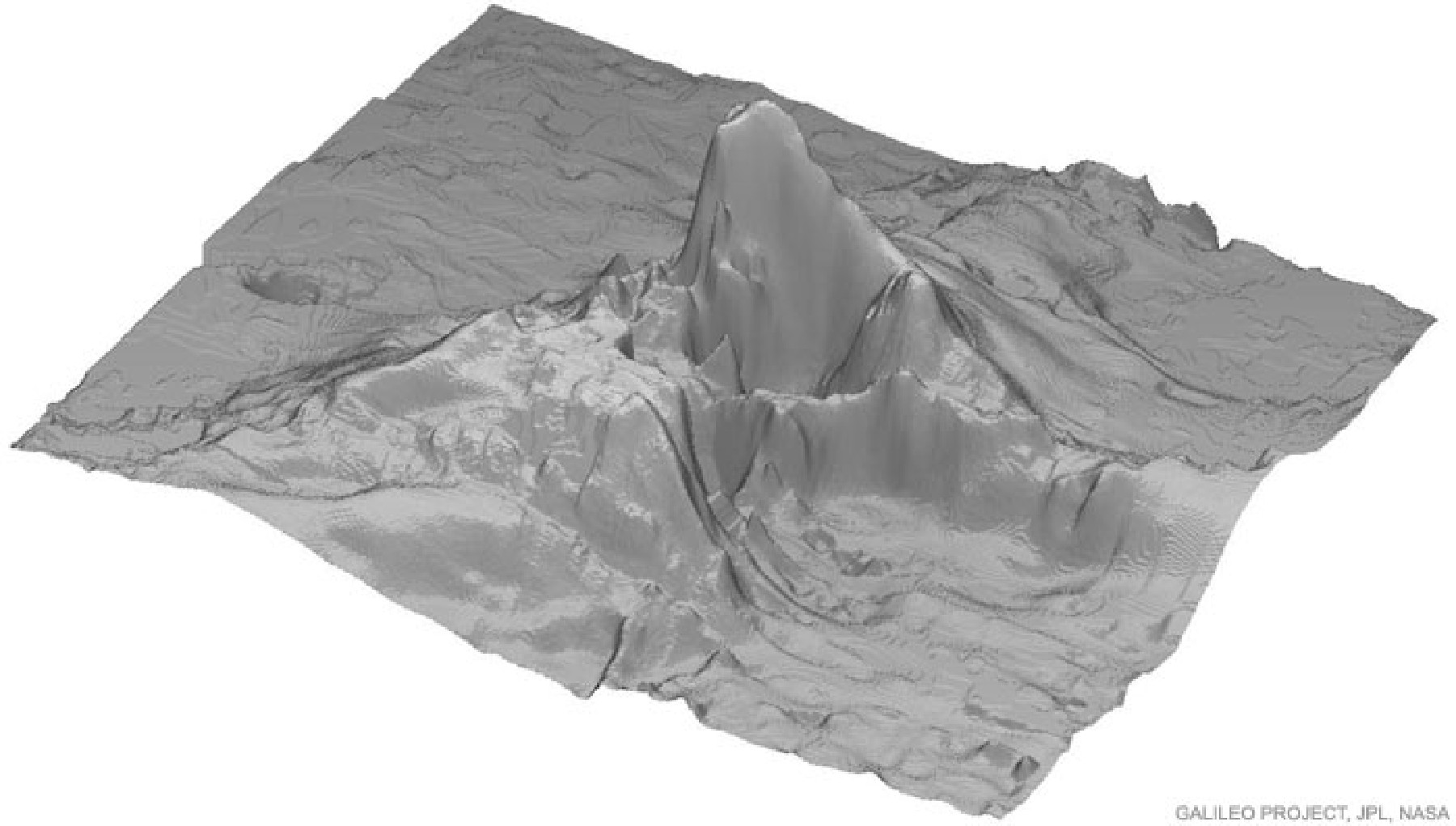
Topographie de Tohil Mons, culminant à 5,4 km (Galileo).

Les structures s'élevant au-dessus des plaines de Io présentent une variété de morphologies. Les plateaux restent les plus courants, ressemblent à de grandes mesas possédant un sommet plat. D'autres montagnes semblent être des blocs crustaux inclinés — c'est-à-dire des morceaux de croûte —, avec une pente faible par rapport à la surface autrefois plate et une pente raide constituée de matériaux autrefois souterrains soulevés par des contraintes de compression. Ces deux types de montagnes présentent souvent des escarpements abrupts le long d'un ou plusieurs versants.
Seules quelques montagnes sur Io semblent avoir une origine volcanique. Elles ressemblent à de petits volcans boucliers, avec des pentes abruptes près d'une petite caldeira centrale et des pentes faibles le long de leurs versants. Ces montagnes volcaniques sont souvent plus petites que la moyenne des montagnes sur la lune, mesurant en moyenne seulement 1 à 2 km en hauteur et 40 à 60 km de largeur.
Presque toutes les montagnes semblent être à un stade avancé de dégradation. De grands dépôts de glissements de terrain sont courants à la base des montagnes ioniennes, ce qui suggère que l'instabilité gravitaire est la principale forme de dégradation. Les marges festonnées sont également communes parmi les mesas et les plateaux de Io, probablement causé par la remontée de dioxyde de soufre depuis la croûte de Io et produisant des zones de faiblesse le long des bords des montagnes.

### Atmosphère

#### Composition

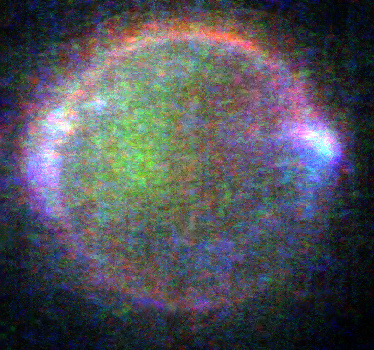
Image de Io prise en 1998 lors d'une éclipse de Jupiter. Les différentes couleurs représentent l'émission de chaque composant de l'atmosphère (le vert provient de l'émission de sodium, le rouge de l'émission d'oxygène et le bleu de l'émission de gaz volcaniques comme le dioxyde de soufre).

Io possède une atmosphère extrêmement mince — la pression atmosphérique moyenne y est de 1 µPa, soit 1011 fois plus faible que l'atmosphère terrestre — composée principalement de dioxyde de soufre SO2, avec des constituants mineurs tels que le monoxyde de soufre SO, le chlorure de sodium NaCl ainsi que le soufre S et l'oxygène O atomiques,. Ces gaz sont produits majoritairement par le volcanisme actif de la lune via dégazage direct ou par photolyse causée par le rayonnement ultraviolet solaire sur le SO2 produisant des cations soufre et oxygène : S+, O+, S2+ et O2+. Une pulvérisation cathodique de dépôts de surface par des particules chargées de la magnétosphère de Jupiter se produit également. L'atmosphère est ténue du fait de la gravité trop faible de la lune pour retenir une atmosphère plus dense, son épaisseur atteignant tout de même 120 km à son maximum.
À la différence des autres satellites galiléens, Io ne possède que peu ou pas d'eau dans son atmosphère et est même l'objet connu du Système solaire possédant le moins d'eau,. Cela est probablement une conséquence du fait qu'au début de l'évolution du Système solaire, Jupiter était assez chaude pour chasser les éléments volatils à proximité de Io mais pas assez chaude pour faire de même avec ses autres lunes,.

#### Structure
L'atmosphère de Io présente des variations importantes de densité et de température en fonction de l'heure de la journée, de la latitude, de l'activité volcanique et de l'abondance du gel en surface. La pression atmosphérique maximale sur Io se situe entre 3,3 × 10−5 et 3,3 × 10−4 pascals (Pa) ou 0,3 à 3 nbar, obtenue sur l'hémisphère le long de l'équateur de l'hémisphère antijovien et en début d'après-midi, lorsque la température du gel de surface culmine,. Des pics localisés au niveau des panaches volcaniques sont également observés, avec des pressions de 5 × 10−4 à 4 × 10−3 Pa (5 à 40 nbar). La pression atmosphérique de Io est la plus basse du côté nocturne de Io, où la pression chute entre 10−8 et 10−7 Pa (0,0001 à 0,001 nbar),.
La température atmosphérique de Io augmente depuis la température de la surface, où le dioxyde de soufre est en équilibre avec le gel de surface avec une température moyenne de 100 K (−173 °C), jusqu'à 1 800 K (1 527 °C) à des altitudes plus élevées où, grâce à sa densité plus faible, l'atmosphère est chauffée par le tore de plasma, un anneau de particules ionisées qui partage l'orbite de Io et qui co-oorbite avec la magnétosphère de Jupiter,.
Le gaz dans l'atmosphère de Io est emporté par la magnétosphère de Jupiter, s'échappant soit vers le nuage neutre qui entoure Io, soit vers son tore de plasma. Environ une tonne de gaz est retirée de l'atmosphère par ce mécanisme chaque seconde, nécessitant qu'elle soit constamment reconstituée,. Les panaches volcaniques sont les principales sources de nouvellement, envoyant 104 kg de dioxyde de soufre dans l'atmosphère de Io en moyenne par seconde, bien que la plupart se condense à la surface. Une autre partie est obtenue par la sublimation du SO2 présent sous forme de glace à la surface de la lune par le chauffage dû aux rayonnements solaires. En conséquence, l'atmosphère du côté jour est en grande partie confinée à moins de 40° de l'équateur, où la surface est la plus chaude et où résident les panaches volcaniques les plus actifs. Une atmosphère axée sur la sublimation est également cohérente avec les observations selon lesquelles l'atmosphère de Io est la plus dense sur l'hémisphère antijovien, où le SO2 solide est le plus abondant et le plus dense lorsque Io est plus proche du Soleil,,.

#### Impact des éclipses joviennes

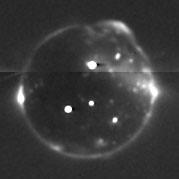
Eclipse de Io par Jupiter en 2007 vue par New Horizons. La lave est visible : les trois points au sud de l'équateur sont les volcans Pélé, Reiden et Marduk (de gauche à droite).

Parce que la densité du dioxyde de soufre dans l'atmosphère est directement liée à la température de surface, celle-ci diminue substantiellement la nuit ou lorsque Io est dans l'ombre de Jupiter, provoquant dans le second cas une baisse d'environ 80 % de la densité de colonne. L'effondrement pendant l'éclipse est quelque peu limité par la formation d'une couche de diffusion de monoxyde de soufre SO dans la partie la plus basse de l'atmosphère, mais la pression atmosphérique de l'atmosphère nocturne de Io est inférieure de deux à quatre ordres de grandeur de celle à son maximum lorsque ensoleillée.
Il est supposé que l'atmosphère de Io se fige à la surface lorsqu'elle passe dans l'ombre de Jupiter. La preuve en est un « éclaircissement post-éclipse », où la lune apparaît parfois un peu plus brillante, comme si elle était couverte de givre immédiatement après l'éclipse. Après environ 15 minutes, la luminosité revient à la normale, probablement parce que le givre a alors disparu par sublimation,,,. En plus d'être visible par des télescopes au sol, un éclaircissement post-éclipse est trouvé dans des longueurs d'onde proche infrarouge lors de la mission Cassini. Un soutien supplémentaire à cette idée vient en 2013 lorsque l'Observatoire Gemini mesure directement l'effondrement de la quantité de dioxyde de soufre dans l'atmosphère pendant une éclipse de Jupiter, puis sa reformation après,,.

Les images haute résolution de Io acquises lorsqu'elle subit une éclipse révèlent une lueur semblable à une aurore polaire. Comme sur Terre, cela est dû au rayonnement des particules frappant l'atmosphère, bien que dans ce cas les particules chargées proviennent du champ magnétique de Jupiter plutôt que du vent solaire. Les aurores se produisent généralement près des pôles magnétiques des planètes, mais celles de Io sont les plus brillantes près de son équateur. Io ne possède pas de champ magnétique intrinsèque propre ; par conséquent, les électrons voyageant le long du champ magnétique de Jupiter près de Io ont un impact direct sur l'atmosphère de Io. Les électrons entrent en collision avec son atmosphère, produisant les aurores les plus brillantes là où les lignes de champ sont tangentes à Io — c'est-à-dire près de l'équateur car la colonne de gaz qu'ils traversent y est la plus longue. On observe que les aurores associées à ces points tangents sur Io basculent avec le changement d'orientation du dipôle magnétique incliné du champ de Jupiter.

#### Interaction avec la magnétosphère jovienne

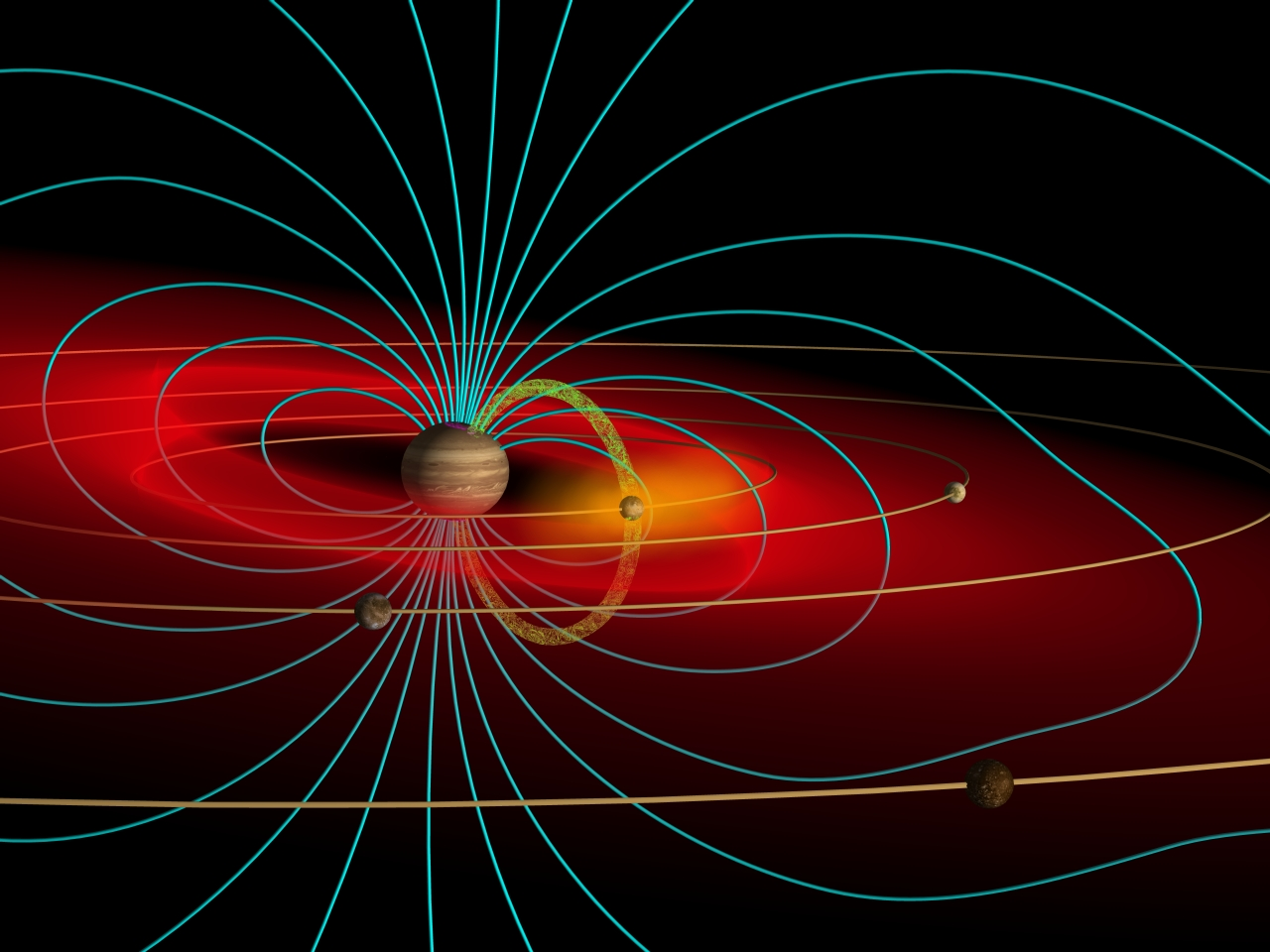
Représentation de la magnétosphère de Jupiter et de ses composants, influencés par Io (proche du centre de l'image) : le tore de plasma (en rouge), le nuage neutre (en jaune), le tube de flux (en vert) et les lignes du champ magnétique (en bleu).

Io joue un rôle important dans la formation de la magnétosphère de Jupiter, la lune traversant les lignes du champ magnétique de Jupiter et générant ainsi un courant électrique de l'ordre du million d'ampères. Bien que ce ne soit pas une grande source d'énergie comparé au réchauffement par effet de marée, ce courant dissipe une puissance de plus de 1 térawatt avec un potentiel de 400 000 volts,.
La magnétosphère de Jupiter balaie les gaz et la poussière de la mince atmosphère de Io à un taux d'une tonne par seconde. Sans les ions s'échappant de l'atmosphère ionienne par cette interaction, le champ magnétique de Jupiter serait deux fois plus faible,. Io orbite dans une ceinture de rayonnement intense connue sous le nom de tore de Io composée de plasma qui rayonne intensément dans l'ultraviolet, le premier exemple découvert de tore planétaire. Comme le reste du champ magnétique de Jupiter, le tore de plasma est incliné par rapport à l'équateur de Jupiter (et au plan orbital de Io), de sorte que Io est successivement en dessous et au-dessus du noyau du tore de plasma. Le plasma du tore est en co-rotation avec Jupiter, ce qui signifie qu'ils tournent de façon synchrone et partagent la même période de rotation.
Autour de Io, à une distance allant jusqu'à six rayons ioniens de sa surface, se trouve un nuage d'atomes neutres de soufre, d'oxygène, de sodium et de potassium. Ces particules proviennent de la haute atmosphère de Io et sont excitées par des collisions avec des ions dans le tore plasma jusqu'à remplir la sphère de Hill de la lune — région où la gravité d'Io est dominante sur celle de Jupiter. Certaines de ces particules échappent à l'attraction gravitationnelle de Io et se mettent en orbite autour de Jupiter : elles se propagent depuis Io pour former un nuage neutre en forme de banane qui peut atteindre jusqu'à six rayons joviens depuis Io, soit à l'intérieur de l'orbite de Io et devant elle, soit à l'extérieur de l'orbite de Io et derrière elle,. Le processus fournit également des ions sodium dans le tore plasma, ceux-ci étant ensuite éjectés dans des jets s'éloignant de la planète.
Par ailleurs, le champ magnétique de Jupiter couple l'atmosphère de Io et le nuage neutre à la haute atmosphère polaire de Jupiter en générant un courant électrique appelé le tube de flux de Io,. Ce courant produit des lueurs aurorales dans les régions polaires de Jupiter, connues sous le nom d'« empreinte de Io » (en anglais : Io footprint), ainsi que des aurores dans l'atmosphère de Io,. Les particules de cette interaction aurorale assombrissent les régions polaires joviennes aux longueurs d'onde visibles. L'empreinte aurorale de Io et son emplacement vis-à-vis de la Terre et de Jupiter a une forte influence sur l'intensité des émissions d'ondes radio joviennes captées sur Terre : lorsque Io est visible, les signaux radio reçus de Jupiter augmentent considérablement,.
Les lignes du champ magnétique de Jupiter qui dépassent la ionosphère de Io induisent également un courant électrique, qui à son tour crée un champ magnétique induit à l'intérieur de Io. Il est supposé que le champ magnétique induit de Io soit généré dans un océan de magma de silicate partiellement fondu à 50 kilomètres sous la surface de Io,. Des champs induits similaires sont trouvés sur les autres satellites galiléens par la sonde Galileo, générés quant à eux dans les océans d'eau liquide salés souterrains,.

## Histoire des observations

### Découverte

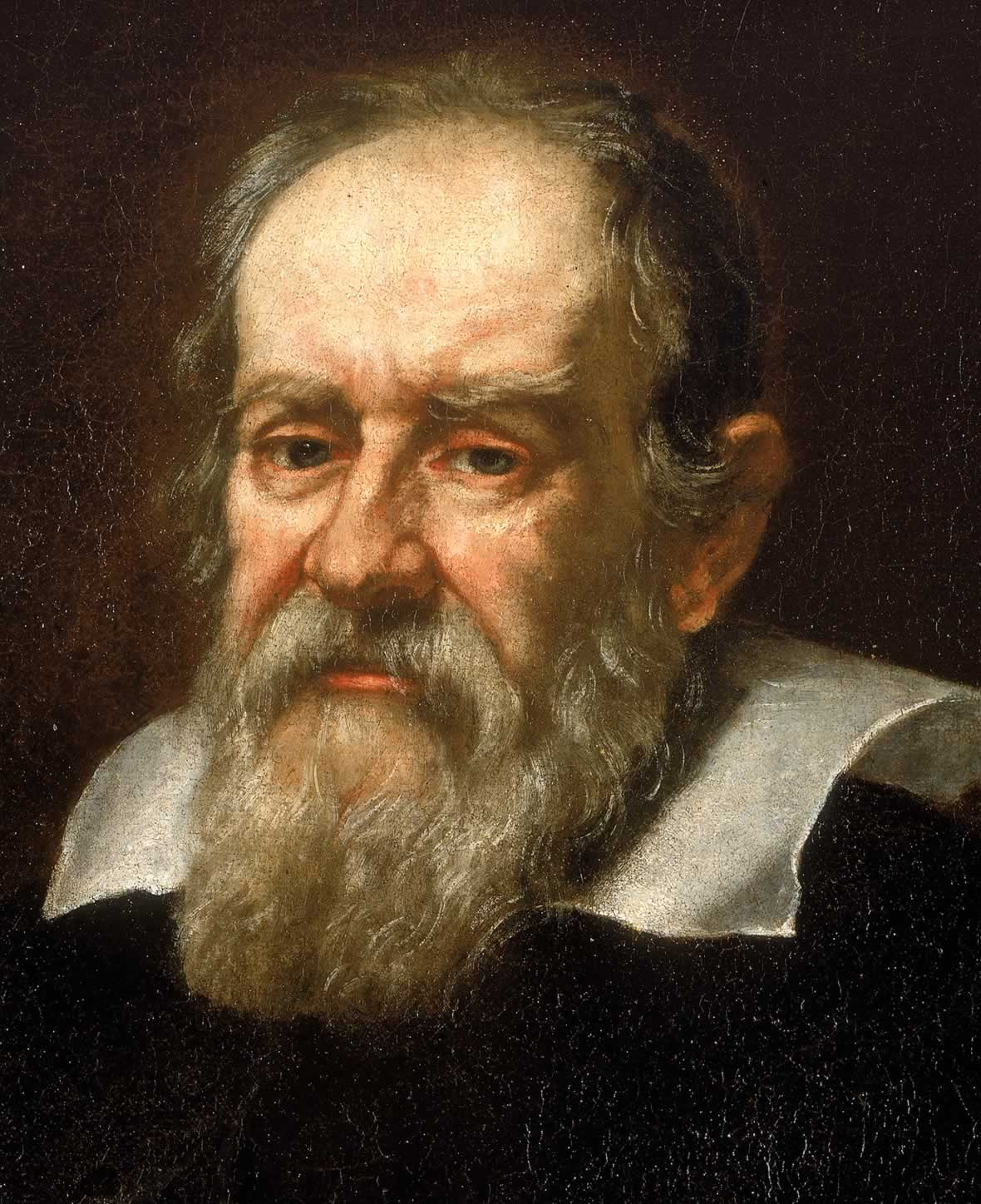
Galilée.

La première observation rapportée des satellites galiléens est faite par Galilée le 7 janvier 1610 à l'aide d'une lunette astronomique ayant un grossissement de 20 à l'Université de Padoue,. Il s'agit des premiers satellites naturels découverts en orbite autour d'une autre planète que la Terre. Cependant, durant cette observation, Galilée ne parvient pas à distinguer Io et Europe en raison de la faible puissance de sa lunette ; les deux sont donc enregistrés comme un seul point de lumière à cette occasion. Le lendemain, il les voit pour la première fois comme des corps séparés : le 8 janvier 1610 est donc considéré comme la date de découverte de Io par l'IAU,.

La découverte de Io et des autres satellites galiléens est publiée par l'astronome dans son ouvrage Sidereus nuncius en mars 1610. En 1614, dans son Mundus Jovialis, Simon Marius prétend avoir découvert ces objets fin 1609, quelques semaines avant Galilée. Ce dernier émet un doute sur cette affirmation et rejette le travail de Marius comme du plagiat. Finalement, la paternité de la découverte de Io est attribuée à celui qui a publié en premier son travail, ce qui explique que Galilée soit le seul crédité,. En revanche, Simon Marius est le premier à publier des tables astronomiques des mouvements des satellites en 1614,.

### Appellation

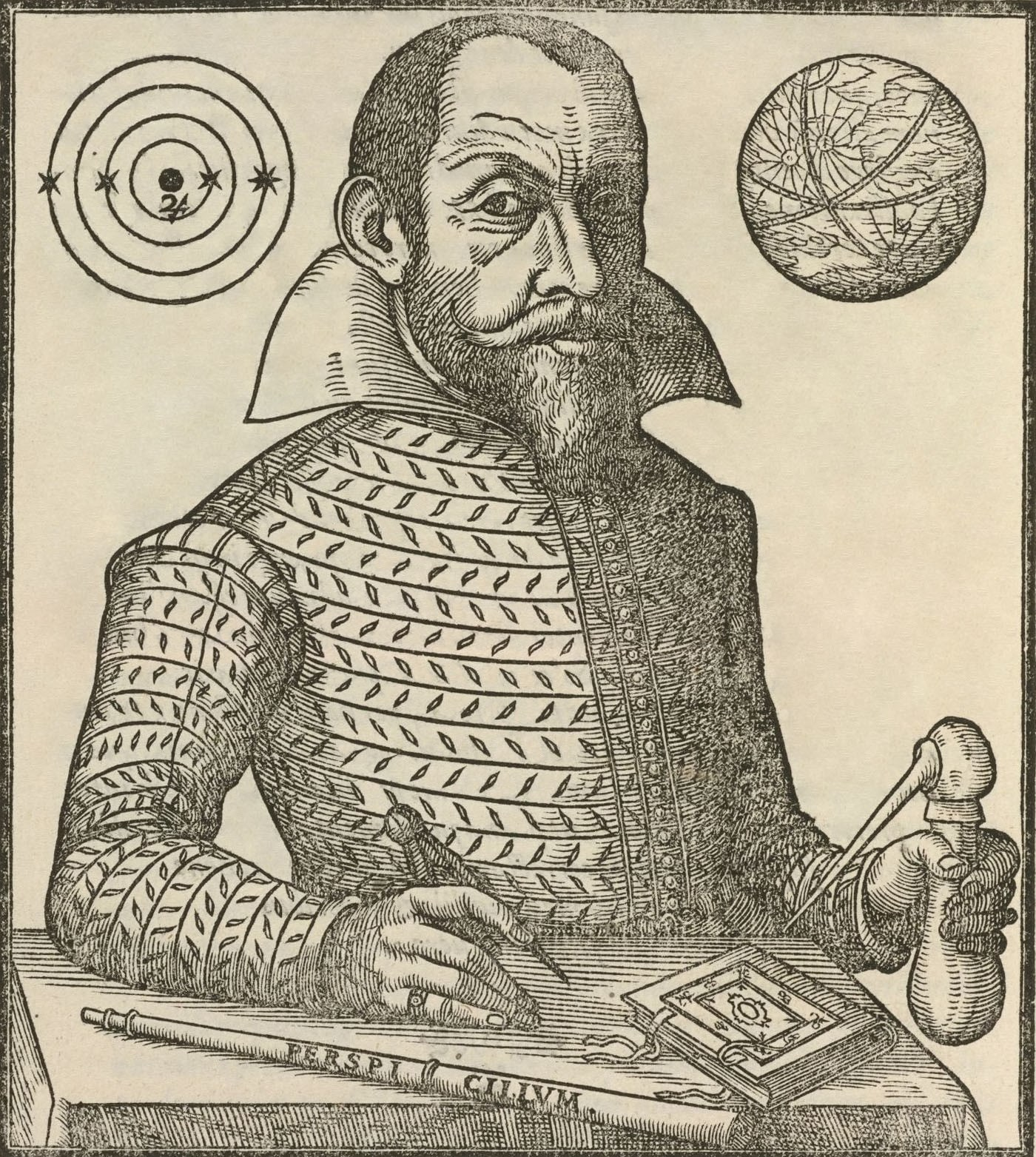
Simon Marius.

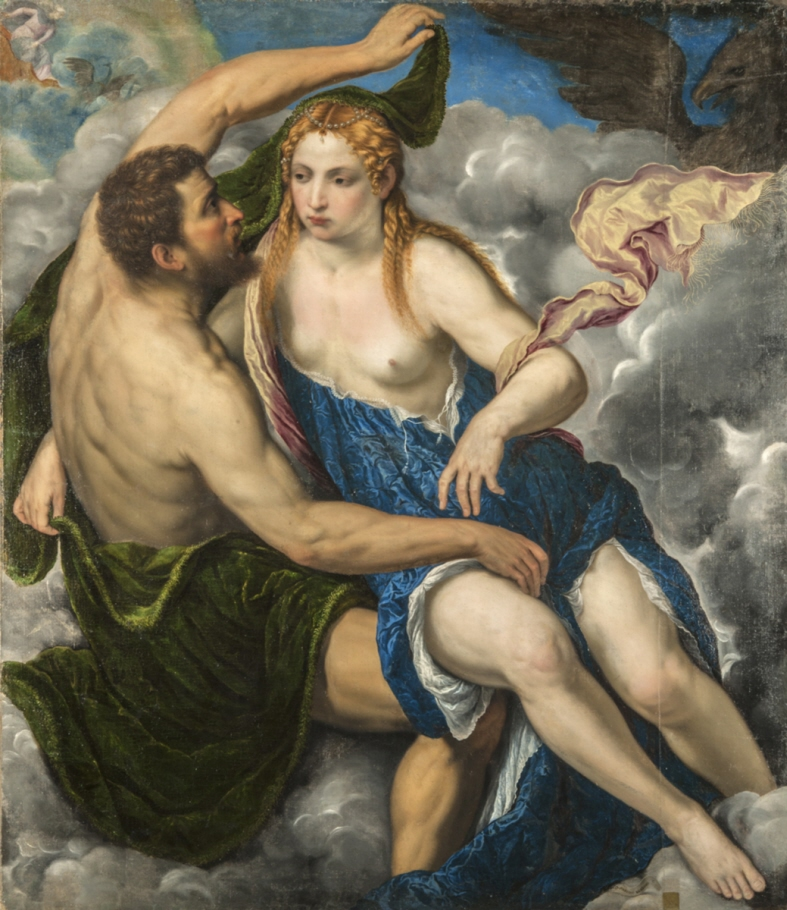
Jupiter et Io par Paris Bordone.

Galilée décide en tant que découvreur de nommer ces satellites d'après ses mécènes, la famille Médicis, comme les « étoiles médicéennes ».
Cependant, bien que Simon Marius ne soit pas crédité pour la découverte des satellites galiléens, ce sont les noms qu'il leur a donnés qui restent dans la postérité,. Dans sa publication de 1614, Mundus Jovialis, il propose plusieurs noms alternatifs pour la lune la plus proche de Jupiter, y compris « la Mercure de Jupiter » et « la première planète jovienne »,. À partir d'une suggestion de Johannes Kepler en octobre 1613, il conçoit également un schéma de dénomination selon lequel chaque lune est nommée d'après une amante du dieu grec Zeus ou de son équivalent romain, Jupiter. Il nomme ainsi la lune alors la plus intérieure de Jupiter d'après la figure mythologique grecque Io, une mortelle transformée en vache par la jalousie d'Héra. Il commente également :

« Tout d'abord, trois jeunes femmes qui ont été captivées par Jupiter pour un amour secret seront honorées, à savoir, Io, la fille du fleuve Inachus (...) La première [lune] est appelée par moi Io (...) Io, Europe, le garçon Ganymède, et Callisto ont fait le bonheur du luxurieux Jupiter. »,

— Simon Marius, Mundus Jovialis
Ces noms ne sont largement adoptés que des siècles plus tard, vers le milieu du XXe siècle,. Dans une grande partie de la littérature astronomique antérieure, Io était généralement désigné par sa désignation numérique romaine comme « Jupiter I » ou comme « le premier satellite de Jupiter »,, appellation qui perd en popularité après la découverte de satellites ayant des orbites plus intérieures comme Amalthée.
Io, du Grec ancien Ἰώ a deux racines concurrentes en latin : Īō et Īōn. Cette dernière est la base de la forme adjectivale Ionien,.

### Observations ultérieures au télescope

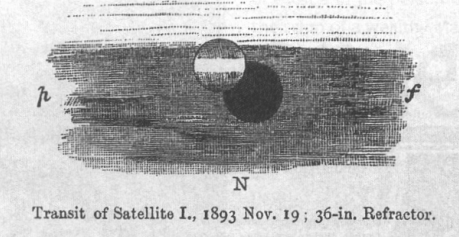
Dessin de Io par Edward E. Barnard lors de son transit devant Jupiter en 1893. Il note clairement les zones polaires plus foncées.

Pendant les deux siècles et demi suivants, Io demeure un point lumineux non résolu de magnitude 5 à l'opposition dans les télescopes des astronomes. Au cours du XVIIe siècle, Io et les autres satellites galiléens sont utilisés de diverses façons : aider les marins à déterminer leur longitude, valider la troisième loi de Kepler sur le mouvement des planètes ou encore déterminer le temps nécessaire à la lumière pour voyager entre Jupiter et la Terre. Grâce à des éphémérides produits par Jean-Dominique Cassini, Pierre-Simon de Laplace crée une théorie mathématique pour expliquer la résonance orbitale de Io, Europe et Ganymède. Cette résonance s'est avérée plus tard avoir un effet profond sur les géologies des trois lunes,.

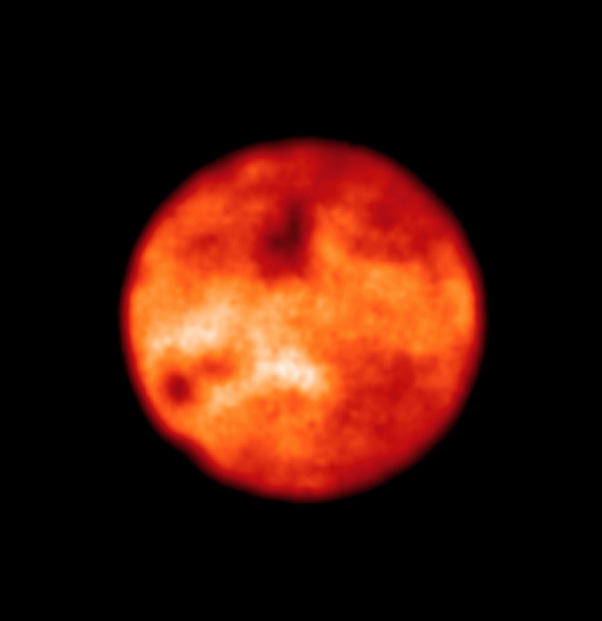
Io prise par un télescope à optique adaptative de l'ESO en 2002.

Les progrès des télescopes à la fin du XIXe siècle permettent aux astronomes de résoudre les grandes caractéristiques de la surface de Io. Dans les années 1890, Edward E. Barnard est le premier à observer des variations de la luminosité de Io entre ses régions équatoriales et polaires, en déduisant correctement qu'elles sont dues à des différences de couleur et d'albédo entre ces deux régions, et non pas à une hypothétique forme d'œuf du satellite, comme cela était proposé par William Pickering, ou bien deux objets distincts, comme initialement pensé par Barnard lui-même,,. Par la suite, les observations confirment la couleur brun-rouge des régions polaires et la couleur jaune-blanc de la bande équatoriale. En 1897, Edward E. Barnard estime le diamètre de Io à 3 950 km, son estimation étant inférieure d'environ 8 % à la valeur connue plus d'un siècle plus tard.
Les observations télescopiques du milieu du XXe siècle commencent à mettre en évidence la nature inhabituelle de Io. Les observations spectroscopiques suggèrent que la surface de Io est vierge de glace d'eau, une substance pourtant trouvée en grande quantité sur les autres satellites galiléens. Les mêmes observations indiquent que la surface est dominée par des sels de sodium et de soufre. Les observations radiotélescopiques révèlent l'influence de Io sur la magnétosphère de Jupiter,.

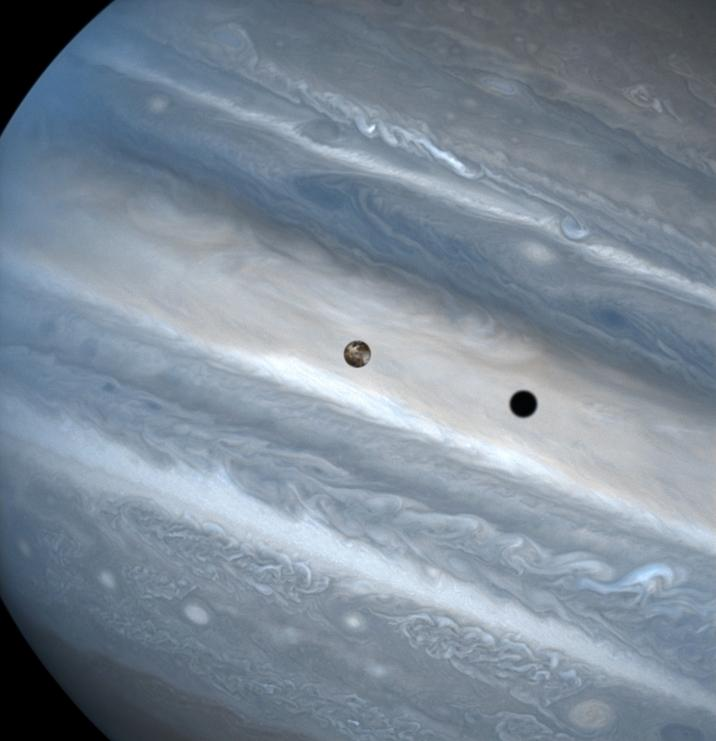
Io projetant son ombre sur Jupiter (Hubble, 1999).

À partir des années 1970, la majorité des informations sur la lune sont obtenues grâce à l'exploration spatiale. Cependant, à la suite de la destruction planifiée de Galileo dans l'atmosphère de Jupiter en septembre 2003, de nouvelles observations du volcanisme de Io viennent de télescopes terrestres. En particulier, l'imagerie par optique adaptative du télescope Keck à Hawaï et l'imagerie du télescope spatial Hubble permettent de surveiller les volcans actifs de Io, même sans engin spatial dans le système jovien,,,.

## Exploration spatiale

### Pioneer
Pioneer 10 et Pioneer 11 sont les premières sondes spatiales à atteindre Io, les 3 décembre 1973 et 2 décembre 1974 respectivement,. Leurs survols et le suivi radio permettent de mieux estimer la masse et la taille de Io suggérant que le satellite possède la densité la plus élevée des satellites galiléens et est ainsi principalement composé de roches silicatées plutôt que de glace d'eau. Les sondes Pioneer révèlent la présence d'une mince atmosphère sur Io, ainsi qu'une ceinture de rayonnements intenses près de son orbite.

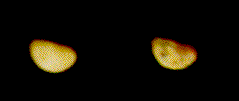
Unique image de Io prise par Pioneer 11 (améliorée à droite).

La caméra de Pioneer 11 prend une seule image correcte de Io, montrant sa région polaire nord. Des prises d'images rapprochées étaient prévues pour le passage de Pioneer 10, mais le fort rayonnement entourant la lune a finalement provoqué la perte de ces observations.

### Voyager

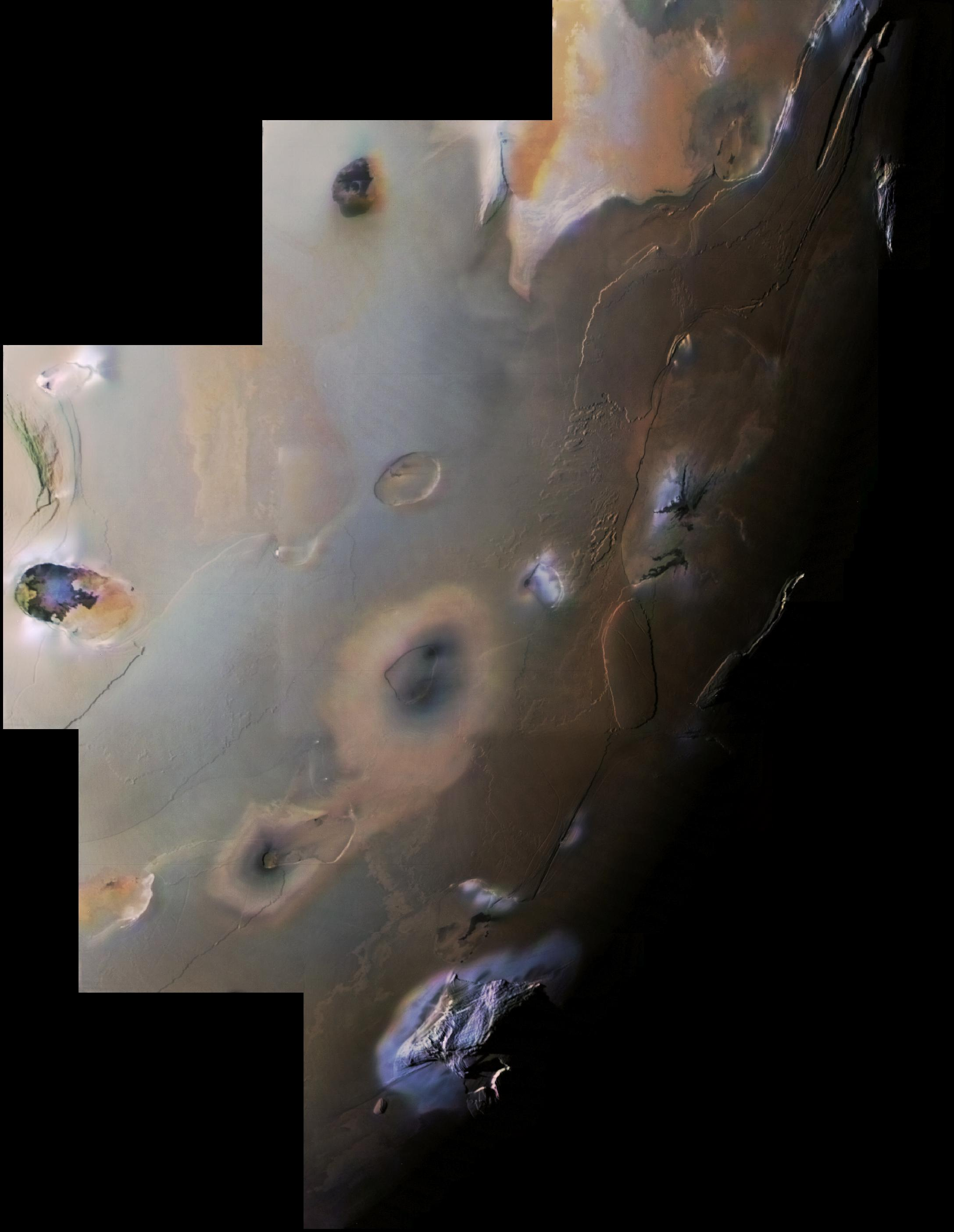
Mosaïque de Voyager 1 couvrant la région polaire sud de Io.

Quand les sondes jumelles Voyager 1 et Voyager 2 visitent Io en 1979, leur système d'imagerie plus avancé permet d'obtenir des images beaucoup plus détaillées. Voyager 1 survole Io le 5 mars 1979 à 20 600 km de sa surface. Les images prises montrent une surface jeune et multicolore, vierge de tout cratère d'impact et ponctuée de montagnes plus hautes que l'Everest et de zones ressemblant à des coulées de lave.
Après ce survol, l'ingénieur de navigation Linda A. Morabito remarque un panache provenant de la surface sur l'une des images. L'analyse des autres photographies met en évidence neuf panaches dispersés sur la surface, prouvant l'activité volcanique de Io. Cette conclusion est prédite peu avant l'arrivée de Voyager 1 par Stan J. Peale, Patrick Cassen et R. T. Reynolds : ils calculent que l'intérieur du satellite doit être suffisamment réchauffé par les forces de marée du fait de sa résonance orbitale avec Europe et Ganymède. Les données du survol révèlent que la surface de Io est dominée par des composés de soufre et de dioxyde de soufre. Ces composés prédominent dans l'atmosphère et le tore de plasma centré sur l'orbite de Io, également découvert par Voyager 1,,.
Voyager 2 survole Io le 9 juillet 1979 à une distance de 1 130 000 km. Bien qu'elle ne se soit pas autant approchée que Voyager 1, des comparaisons entre les images prises par les deux engins spatiaux révèlent plusieurs changements de surface survenus au cours des quatre mois d'intervalle entre les survols. Une observation de Io sous forme de croissant par Voyager 2 montre que huit des neuf panaches observés en mars 1979 sont toujours actifs en juillet, seul le volcan Pélé ayant cessé son activité.

### Galileo

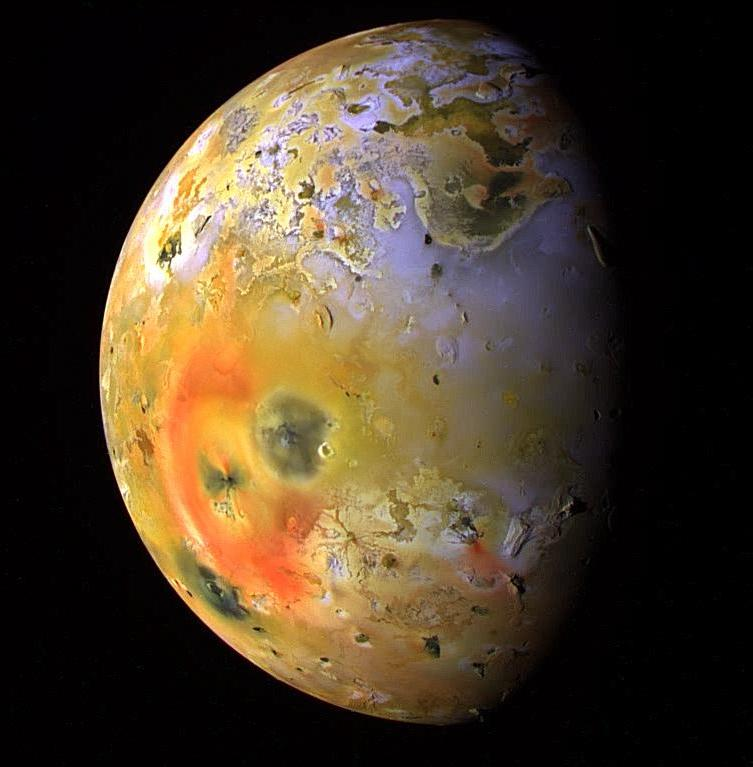
Image de Galileo en fausses couleurs montrant une tache sombre dans l'anneau rouge entourant Pélé produite par une éruption majeure à Pillan Patera en 1997.

La sonde spatiale Galileo arrive dans le système jovien en 1995 après un trajet de six ans depuis la Terre pour suivre les découvertes des deux sondes Voyager et les observations au sol prises dans les années intermédiaires. L'emplacement de Io dans l'une des ceintures de rayonnement les plus intenses de Jupiter empêche un survol prolongé du satellite, mais Galileo le survole rapidement avant de se placer en orbite autour de Jupiter deux ans, le 7 décembre 1995. Bien qu'aucune image ne soit prise lors de ce survol rapproché, la rencontre renvoie des résultats significatifs tels que la découverte de son large noyau de fer, similaire à celui trouvé dans les planètes telluriques du Système solaire interne,.
En dépit du manque d'imagerie rapprochée et des problèmes mécaniques qui limitent considérablement la quantité de données renvoyées, plusieurs découvertes importantes sont faites pendant la mission principale de Galileo. La sonde observe les effets d'une éruption majeure de Pillan Patera et confirme que les éruptions volcaniques sont composées de magmas silicates avec des compositions mafiques et ultramafiques riches en magnésium. Du dioxyde de soufre et du soufre servant un rôle similaire à l'eau et au dioxyde de carbone sur Terre. Une imagerie distante de Io est acquise presque à chaque révolution de la sonde au cours de la mission principale, révélant un grand nombre de volcans actifs (à la fois grâce aux émissions thermiques du refroidissement du magma à la surface et aux panaches volcaniques), de nombreuses montagnes aux morphologies très variées et plusieurs changements de surface qui s'étaient déroulés à la fois depuis le programme Voyager et entre chaque orbite de Galileo.
La mission Galileo est prolongée à deux reprises, en 1997 et 2000. Au cours de ces missions prolongées, la sonde survole Io trois fois fin 1999 et début 2000 et trois autres fois fin 2001 et début 2002. Ces survols révèlent les processus géologiques se produisant sur les volcans et les montagnes de Io, excluent l'existence d'un champ magnétique intrinsèque et démontrent l'étendue de l'activité volcanique. En décembre 2000, la sonde Cassini-Huygens, en route vers Saturne, observe conjointement le satellite avec Galileo. Ces observations révèlent un nouveau panache sur Tvashtar Paterae et fournissent des indications sur les aurores de Io.
Après la destruction de Galileo dans l'atmosphère jovienne en septembre 2003, les nouvelles observations du volcanisme de Io proviennent des télescopes terrestres. En particulier, l'optique adaptative du télescope Keck à Hawaï et les photographies du télescope spatial Hubble permettent de suivre l'évolution des volcans du satellite,,,.

### New Horizons

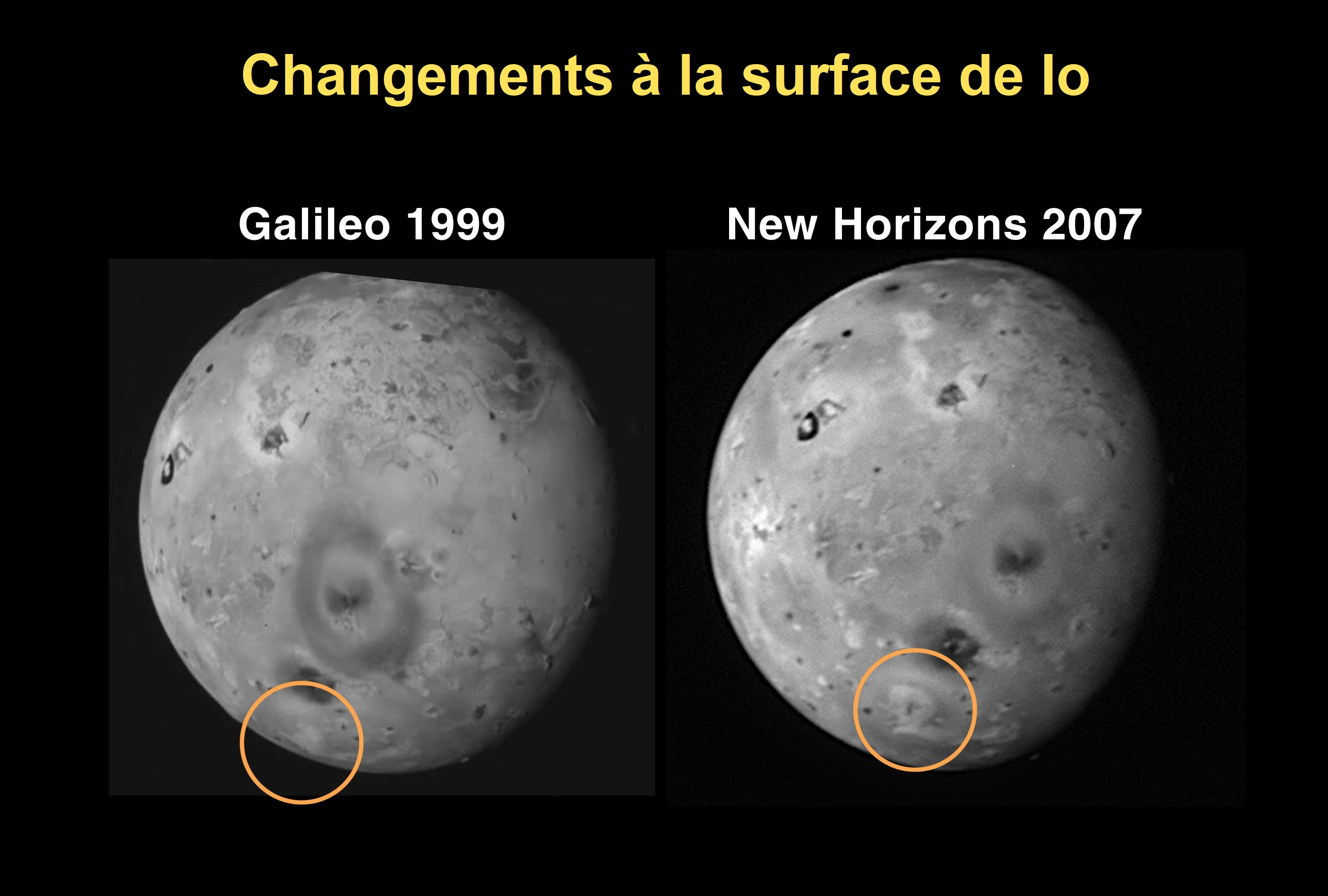
Changements dans les caractéristiques de surface au cours des huit années entre les observations de Galileo et de New Horizons.

La sonde New Horizons, en route vers Pluton et la ceinture de Kuiper, survole le système jovien le 28 février 2007. Au cours de la rencontre, de nombreuses observations lointaines de Io sont réalisées. Celles-ci révèlent un énorme panache sur Tvashtar Paterae, fournissant les premières observations détaillées du plus grand panache volcanique ionien depuis les observations du panache de Pélé en 1979. New Horizons photographie également un volcan dans les premiers stades d'une éruption,.

### Juno
La sonde Juno est lancée en 2011 et entre en orbite autour de Jupiter le 5 juillet 2016. Sa mission est principalement axée sur la récolte de données concernant l'intérieur de la planète, son champ magnétique, ses aurores et de son atmosphère polaire. L'orbite de Juno est très inclinée et très excentrique afin de mieux observer les régions polaires de Jupiter et de limiter son exposition aux importantes ceintures de rayonnement internes de la planète. Cette orbite maintient également Juno hors des plans orbitaux de Io et des autres grandes lunes de Jupiter en général. Si l'étude d'Io n'est pas un objectif principal de la mission, des données sont tout de même collectées lorsque le moment est opportun.
Une approche de Juno à 12 000 kilomètres, le 15 octobre 2023, permet d'obtenir des clichés d'une qualité exceptionnelle,. Des survols à une altitude de 1 500 kilomètres sont prévus au début de l'année 2024 dans le projet d'extension de mission. Au cours de plusieurs orbites, Juno observe Io à distance à l'aide de JunoCAM, une caméra grand angle à lumière visible pour rechercher des panaches volcaniques, et JIRAM, un spectromètre et un imageur dans le proche infrarouge pour surveiller les émissions thermiques des volcans de Io,.

### Missions futures
Plusieurs missions sont prévues vers le système jovien et pourraient fournir plus d'observations de Io.

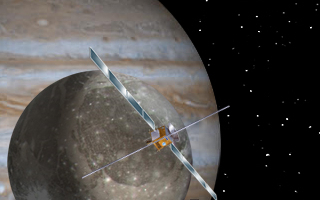
Vue d'artiste de JUICE survolant Ganymède.

Le Jupiter Icy Moon Explorer (JUICE) est une mission planifiée de l'Agence spatiale européenne sur le système jovien qui devrait se placer sur l'orbite de Ganymède. Le lancement de JUICE est prévu pour 2022, avec une arrivée à Jupiter estimée à octobre 2029. JUICE ne survolera pas Io mais utilisera ses instruments, tels qu'une caméra à angle étroit, pour surveiller l'activité volcanique de Io et mesurer sa composition de surface,,.
Europa Clipper est une mission prévue de la NASA vers le système jovien, centrée quant à elle sur Europe. Comme JUICE, Europa Clipper n'effectuera aucun survol de Io, mais une surveillance des volcans à distance est probable. Le lancement de la sonde est prévu pour 2025 avec une arrivée sur Jupiter à la fin des années 2020 ou au début des années 2030 en fonction du lanceur choisi,,.
Le Io Volcano Observer (IVO) est une proposition de mission de la NASA dans le cadre du programme Discovery. Mission de plus faible coût, son lancement se déroulerait en 2026 ou 2028. La sonde serait centrée sur l'étude de Io et effectuerait dix survols de la lune depuis une orbite autour de Jupiter à partir du début des années 2030,,.

## Dans la culture

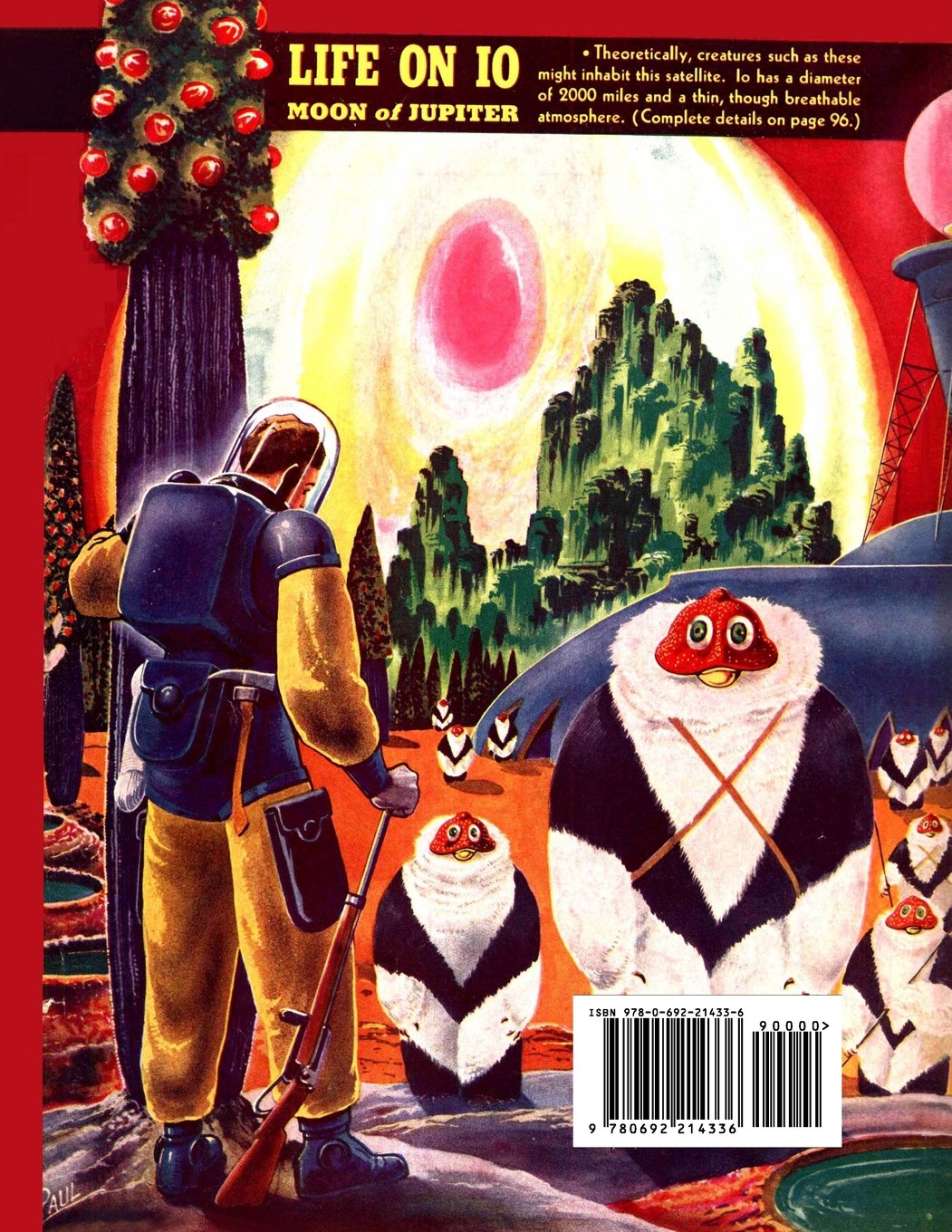
Couverture de Fantastic Adventures en mai 1940 imaginant la vie sur Io.

Faisant partie des lunes galiléennes, Io a toujours été un décor propice à la science-fiction depuis, entre autres, The Mad Moon (1935) de Stanley G. Weinbaum. Du fait de sa taille alors déjà estimée, des spéculations sont par exemple faites sur une possible vie à sa surface dans la première moitié du XXe siècle, comme dans le pulp magazine Fantastic Adventures.
Sa nature étant mieux connue depuis diverses missions d'exploration spatiale, le décor décrit par les œuvres de science-fiction a évolué. Ainsi, dans Ilium (2003), roman de Dan Simmons, le tube de flux magnétique de Io est utilisé pour hyper-accélérer des vaisseaux spatiaux dans tout le Système solaire ou encore dans Le Rêve de Galilée (2009) et 2312 (2012) de Kim Stanley Robinson, elle est décrite comme un monde volcanique où la lave est omniprésente.
Au cinéma, la lune est notamment le décor principal de films comme Io (2019) de Jonathan Helpert ou Outland... Loin de la Terre (1981) de Peter Hyams,. Aussi dans 2010 : L'Année du premier contact (1984) — également réalisé par Peter Hyams et suite de 2001, l'Odyssée de l'espace (1968) de Stanley Kubrick — le vaisseau spatial Discovery One est en orbite au point de Lagrange entre Jupiter et Io.
Du fait de son apparence caractéristique, elle apparaît également dans des niveaux de jeux vidéo tels que Battlezone (1998), Halo (2001), Warframe (2015) ou encore Destiny 2 (2017),. Toute l'action de POD: Planet of Death (1997) se déroule sur une planète nommée « Io », le scénario fantastique du jeu faisant référence à quelques caractéristiques réelles de cette lune, comme son activité volcanique ou le potentiel minier théorique qu'elle renferme.